# Szuper Beton
A Szuper Beton (korában Utensilnord Ora24.eu, Utensilnord, UCI csapatkód: UNA) egy megszűnt magyar profi kerékpárcsapat.

## Története

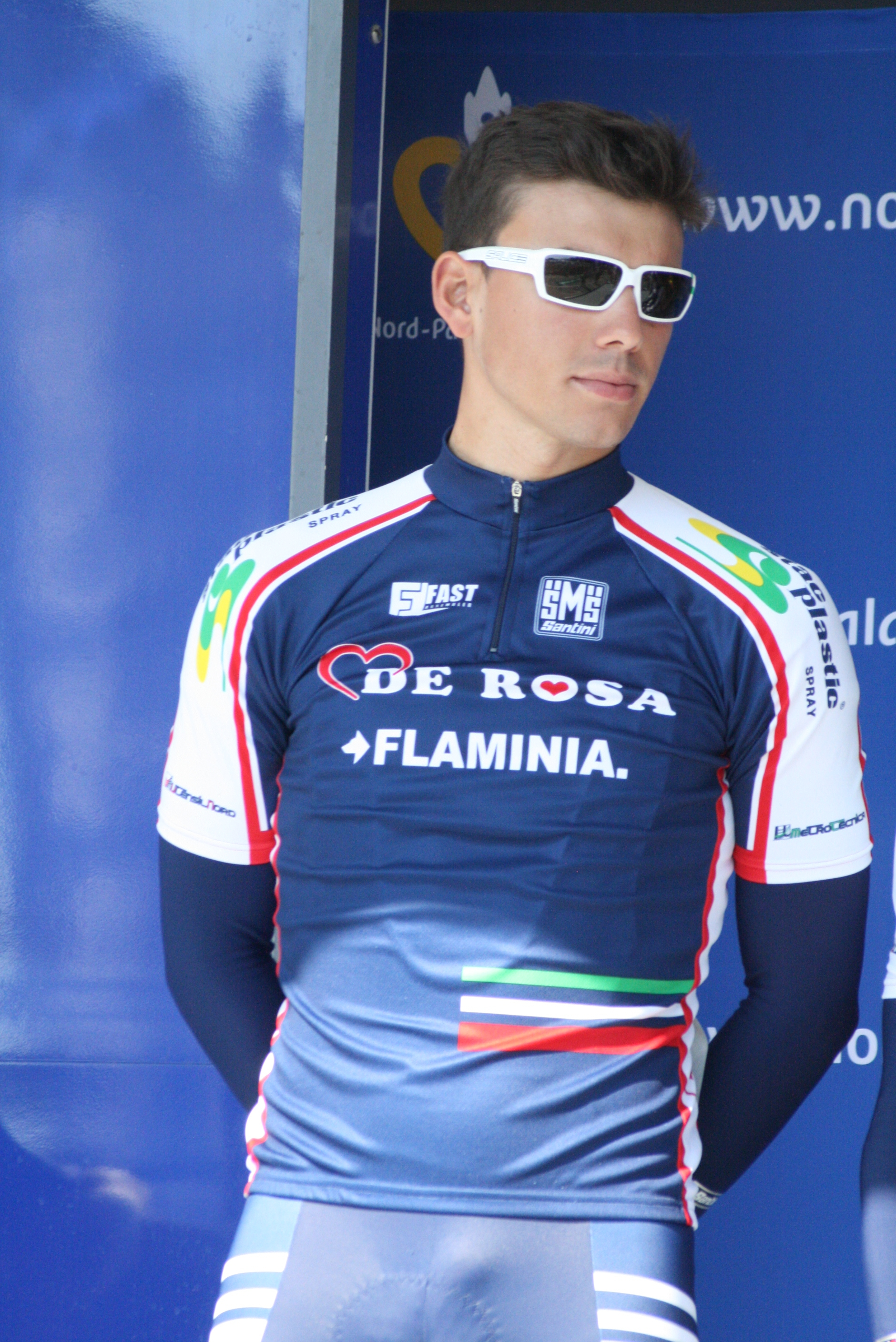
Giorgio Brambilla De Rosa-mezben 2011-ben

A korábbi Close2-Carrera-Gi-Esse csapat vezetői 2012. december 14-én jelentették be, hogy a 2013-as évben újra lesz profi kontinentális kerékpárcsapata Magyarországnak. Főszponzor az Utensilnord nevű csavarkulcsok, illesztések és a hozzájuk kapcsolódó kiegészítők gyártásával foglalkozó cég lett. További kiemelt támogatóként a GSG nevű,  kerékpáros ruházatot gyártó és forgalmazó olasz cég csatlakozott. Támogatja a csapatot a fékeket forgalmazó LPR, a Fast Assembler, illetve a Metrotecnica is.
A csapat 2023-tól 2015-ig kontinentális besorolással rendelkezett.

## Keret

### 2013
|     | Név               | Születésnap                    |
| --- | ----------------- | ------------------------------ |
| ITA | Gabriele Bosisio  | 1980. augusztus 6. (44 éves)   |
| HUN | Buruczki Szilárd  | 1979. január 13. (46 éves)     |
| HUN | Cador Rida        | 1981. március 25. (43 éves)    |
| HUN | Dér Zsolt         | 1983. március 25. (41 éves)    |
| HUN | Holló Botond      | 1992. április 17. (32 éves)    |
| HUN | Kenyeres Ábel     | 1994. február 14. (31 éves)    |
| HUN | Kusztor Péter     | 1984. december 27. (40 éves)   |
| ITA | Omar Lombardi     | 1989. szeptember 16. (35 éves) |
| HUN | Lovassy Krisztián | 1988. június 23. (36 éves)     |

|     | Név                | Születésnap                    |
| --- | ------------------ | ------------------------------ |
| ITA | Andrea Masciarelli | 1982. szeptember 2. (42 éves)  |
| ITA | Simone Masciarelli | 1980. január 2. (45 éves)      |
| ITA | Alessandro Mazzi   | 1987. november 16. (37 éves)   |
| HUN | Palotai Péter      | 1992. február 4. (33 éves)     |
| HUN | Radonics Máté      | 1993. február 8. (32 éves)     |
| ITA | Federico Rocchetti | 1986. január 14. (39 éves)     |
| HUN | Simon Péter        | 1991. október 14. (33 éves)    |
| ITA | Marco Zamparella   | 1987. október 1. (37 éves)     |
| ITA | Marco Zanotti      | 1988. szeptember 10. (36 éves) |